# Göte Johansson (radiofigur)
Göte Johansson var en fiktiv figur som förekom i det svenska radioprogrammet Metropol vilket sändes i Sveriges Radio P3 på fredagskvällar mellan 1983 och 1991.

## Figuren
Ursprunget till figuren var att Metropol skulle ha en ”fredagskorrespondent” från landsorten som skulle rapportera om läget på nöjesfronten i hemtrakten, inslaget kallades Fredagsfestaren.
Hultkvist ville då göra en parodi på radioreportrar, inte minst utrikeskorrespondenter, som ytterst allvarligt rapporterade om världens händelser och han tyckte det skulle vara roligt att föreställa en korrespondent som i allmänhet missade poängen, för det mesta hamnade fel – fel stad, fel land – men som ändå med samma tyngd och emfas gjorde anspråk på utrymmet i radion. 
En vecka under våren 1983 ersattes Fredagsfestaren med den fiktive Göte, som råkade få samma namn som en man i en tidigare sketch, en misslyckad spermadonator. Figuren gjorde direkt succé och Götes rapporter blev ett stående inslag i programmet.
Runt Göte skapades ett galleri av bifigurer som ofta återkom i rapporterna som Götes bror Nisse, deras mor Gullan, insädarredaktören Rune-Örjan och kommunalpolitikern Errol Svensson.

## Götes verkliga identitet
Götes identitet förblev okänd för lyssnarna, först under 2000-talet trädde mannen bakom rösten fram: Jonas Hultkvist. Han var vid debuten reporter och hade gjort sketcher för Eldorado och Metropol.
Under 1980-talet spekulerades ibland om att det skulle vara en kändis och Eddie Meduza var ett namn som nämndes, men den enda kopplingen dem emellan var en gästspelning på en av Eddie Meduzas skivor.

## Rapporterna
På en släpig blandning av östgötska och västgötska gav han sina "rappôrter" vid halv sjutiden.
Bland rapporternas ämnen kan nämnas Götes ständiga misslyckanden med att möta programmets publik, Pudas i lådan, matlagning (den obligatoriska påskpizzan), Bruce Springsteens konsert i Göteborg, 10 000-kronorsfrågan och valrörelsen 1986.
I det avsnitt av Plattetyder som sändes den 7 mars 1987 gästspelade också Göte i ett inslag om den nya, förenklade självdeklarationen.

## Skivor
Sveriges Radio gav ut två LP-skivor med urval av Götes rapporter samt sånginslag, Det här är Göte Johansson 1985 samt Golden Hits 1987. Han medverkade också på några enstaka singelskivor. 